# Casa Baldé
La Casa Baldé és una obra de Cardedeu (Vallès Oriental) inclosa a l'Inventari del Patrimoni Arquitectònic de Catalunya.

## Descripció
Casa de veïns amb una paret mitjanera i dos façanes que donen al carrer Caldes i el carrer Barangué. Ocupa un perímetre rectangular d'uns trenta per quinze metres. Consta de planta baixa, pis i golfes. La coberta és plana amb un gran ràfec amb mènsules. La façana es de composició simètrica. A la planta baixa hi ha finestres esgrafiats. Al primer s'obren finestres de balcó corregut de reixat amb motius florals. A les golfes, filera de finestres tapiades imitant un estil de casa renaixentista popular. La façana està arrebossada. El sòcol de pedra picada.

## Història
Aquest edifici, ocupat per quatre habitatges ha degut tenir dues etapes de construcció. Està situat a la carretera de Caldes i respon a unes necessitats de poblament en aquest eix, que donava vida a Cardedeu. L'estil sembla voler imitar les característiques d'una casa renaixentista catalana.